# 1001
1001 је била проста година.

## Догађаји
- Википедија:Непознат датум — Прва битка код Алтона, дански нападачи потукли су Британце.
- Регион Тао/Таик је припојен Византијском царству, као Тема Иберија.
- Махмуд од Газнија, муслимански вођа Газнија, започиње серију напада на северну Индију, успостављајући Газнавидско царство широм данашњег Авганистана, источног Ирана и Пакистана.
- 27. новембар – Битка код Пешавара: Џајапала трпи пораз од Газнавидског царства.
- У Вијетнаму, током ране династије Ле, избила је побуна у Ко Лонгу у провинцији Тханх Хоа против краља Ле Ђаи Хана. Бивши цар Ђин Пхе Ђе, који је био генерал под владавином Ђаи Ханха, погинуо је у бици док је гушио ту побуну.
- 6. фебруар – Након што је предводио побуну против цара Отона III и протерао Кресцентије, Гргур I, гроф од Тускула, именован је за „поглавара републике“.
- 31. јул – Цар Отон III потврђује поседе Улрика Манфреда II од Торина и даје му привилегије.
- Сергеј II Цариградски постаје цариградски патријарх.
- Византијски цар Василије II покушава да поново освоји Бугарску.
- Роберт II, краљ Француске, жени се по трећи пут, са Констанс Таиллефер д'Арлес.
- Цар Отон III, цар Светог римског царства, отворио је трезор Карла Великог у Ахенској катедрали.
- Прва битка код Алтона: дански освајачи побеђују Енглезе.
- Битка код Пинхоеа: Викинзи побеђују Англосаксонце у Девону.
- Болеслав I Храбри почиње да влада деловима Словачке.
- Вернер I, бискуп Стразбура, почиње да управља бискупијом Стразбура.
- Ерменгол I, гроф од Ургела, обавља своје друго путовање у Рим.
- Викинзи, предвођени Лејфом Ериксоном, оснивају мала насеља у и око Винланда у Северној Америци.